# Sicilijski Emirat
Sicilijski emirat odnosno islamski dominij Sicilije (Siqilliyya, Saqaliah o Siqiliah, arap. إمارة صقلية) je bila islamska država. Zemljopisno se prostirala na otoku Siciliji.

## Povijest
Početke ovog emirata može se naći od iskrcavanja kod Mazare del Vallo 827. godine. Početak pada je kad su Normani osvojili Palermo 1072., a konačni kraj padom Nota 1091. godine.
U prvom razdoblju bili su podređena jedinica aglabidskih emira, a poslije fatimidskih imama.
Glavni je grad ovog emirata bio Palermo (arap. Balarm). Govorili su se sicilijski arapski, grčki i sicilijanski jezik. Vladajuća dinastija bili su Kalbidi. Državna je religija bila islam, iako su najraširenije bile i islam i kršćanstvo. Manjinska religija bio je judaizam.
Sicilijski je Emirat proizvodio šećer, pamuk, ulje, žito i tekstil. Trgovao je s gradovima na Sredozemlju. Glavni izvozni artikli bili su šećer, ulje, vino, žito, kudjelja, smokve, bademi, agrumi i datulje.

## Bibliografia
- Michele Amari, Storia dei musulmani di Sicilia, nuova ed. annotata da C. A. Nallino, Catania, Romeo Prampolini, 3 voll. (in 5 tomi), 1933-39.
- Michele Amari, Biblioteca Arabo-Sicula, Torino-Roma, E. Loescher, 2 voll., 1880-1.
- Umberto Rizzitano, Storia e cultura nella Sicilia Saracena, Palermo, Flaccovio, 1975.
- Aziz Ahmad, A History of Islamic Sicily, Edinburgh, 1975 (esiste una traduzione italiana edita a Catania).
- Francesco Gabrieli - Umberto Scerrato, Gli Arabi in Italia, Milano, Scheiwiller, 1979 (rist. Garzanti).
- Illuminato Peri, Uomini città e campagne in Sicilia dall'XI al XIII secolo, Roma-Bari, Laterza, 1978
- Adalgisa De Simone, "Palermo nei geografi e viaggiatori arabi del Medioevo", in: Studi Magrebini, II (1968), pp. 129–189.
- Ibn Giubayr, Viaggio in Sicilia (1192.), a cura di Carlo Ruta, Edi.bi.si. Messina 2007.
- La Sicilia nelle geografie arabe del Medioevo, a cura di Carlo Ruta, Edi.bi.si. Messina 2007.
- La Sicilia islamica nelle cronache del Medioevo, con un testo di Umberto Rizzitano, Edi.bi.si. Messina 2005.
- Sicily in Nagendra Kumar Singh (ur.), International Encyclopaedia of Islamic Dynasties (eng.), sv. 40, Spain and Eastern Europe, New Delhi, Anmol Publications PVT. LTD., 2000, pp.215-7. ISBN 81-261-0403-1, 978812610403, str. 215-217
- Amedeo Feniello, Sotto il segno del leone. Storia dell'Italia musulmana, Laterza 2011.
- Luigi Santagati, La Sicilia di al-Idrisi ne Il libro di Ruggero, Sciascia editore, Caltanissetta 2010.

## Vanjske povzenice
- Sicily(Italy):A Great Centre of the Islamic Civilization  Arhivirana inačica izvorne stranice od 16. lipnja 2010. (Wayback Machine)